# Annulohypoxylon purpureopigmentum
Annulohypoxylon purpureopigmentum är en svampart som beskrevs av Jad. Pereira, J.D. Rogers & J.L. Bezerra 2010. Annulohypoxylon purpureopigmentum ingår i släktet Annulohypoxylon och familjen kolkärnsvampar.   Inga underarter finns listade i Catalogue of Life.